# Janusz Kotliński (kolarz)
 Janusz Kotliński (ur. 19 grudnia 1946 w Łodzi) – polski kolarz torowy, mistrz świata.

## Zarys kariery
Reprezentował kluby łódzkie: Widzew i Włókniarza. Największe sukcesy odniósł w wyścigach tandemów. Na mistrzostwach świata w Liège w 1975 roku zajął pierwsze miejsce wraz z Benedyktem Kocotem, ale polski zespół został zdyskwalifikowany za niestawiennictwo Kocota do kontroli antydopingowej (po wcześniejszym wyścigu w innej konkurencji). W 1976 roku Kotliński i Kocot zwyciężyli podczas mistrzostw świata w Lecce, a rok później, na mistrzostwach świata w San Cristóbal zajęli czwarte miejsce. Kotliński startował na mistrzostwach świata także w sprincie i trzykrotnie dochodził do 1/8 finału.

## Mistrz Polski
- Sprint – 1969, 1970, 1971, 1973, 1974, 1975, 1978
- Tandemy – 1967, 1970, 1973, 1974, 1975, 1976, 1977, 1978, 1979